# Флаг Яйского района
Флаг Я́йского муниципального района Кемеровской области Российской Федерации.

## Описание
«Флаг Яйского района представляет собой прямоугольное полотнище с отношением ширины к длине 2:3, состоящее из одной вертикальной полосы вдоль древка красного цвета шириной в 1,4 ширины полотнища и двух горизонтальных полос: верхней — синего цвета, нижней — зелёного цвета. В верхней части красной полосы размещается двухстороннее изображение герба Яйского района».

## Обоснование символики
Используемые цвета несут определённую смысловую нагрузку.
Красный — державность, мужество, слава (божества), кровь пролитая за отечество, энергия, сила. Принадлежность Российской Федерации, Кемеровской области.
Синий — честь, цвет Богоматери под покровительством которой находилась Россия, небесные силы, верность, постоянство, правда. Наличие водной артерии на территории района.
Зелёный — символ надежды, радости, изобилия, экологии, сельское хозяйство — ведущее направление в жизни района.